# Giovanna di Savoia (zarina consorte)
Giovanna di Savoia (nome completo in italiano Giovanna Elisabetta Antonia Romana Maria; Roma, 13 novembre 1907 – Estoril, 26 febbraio 2000) è stata zarina consorte di Bulgaria dal 1930 al 1943, come moglie di Boris III.
Era membro della famiglia reale italiana per nascita.

## Biografia

### Infanzia e giovinezza

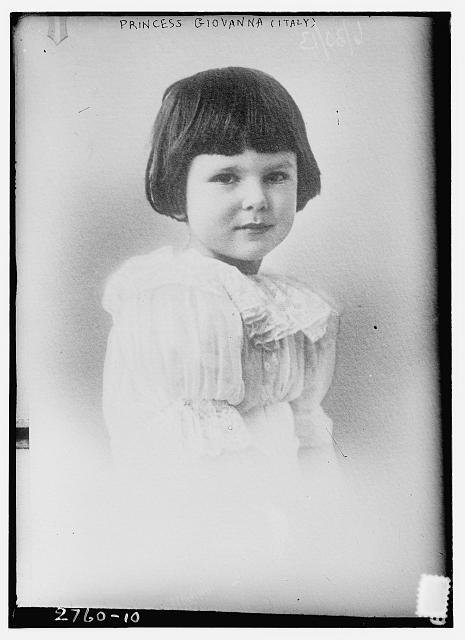
La principessa Giovanna di Savoia negli anni dell'infanzia

Giovanna era la terza figlia femmina, quartogenita dei figli di re Vittorio Emanuele III d'Italia e della regina Elena, figlia del re Nicola I del Montenegro.

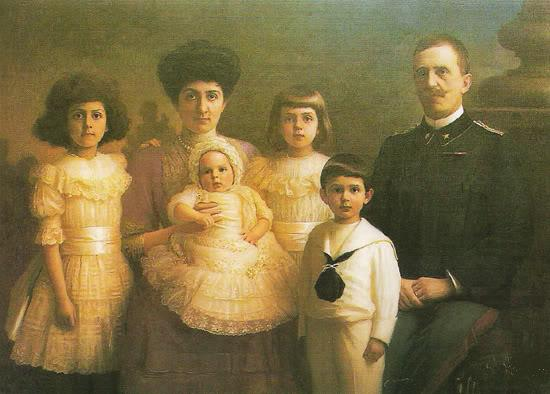
Vittorio Emanuele III ritratto con la moglie Elena e i figli Jolanda, Mafalda, Umberto e Giovanna nel 1908

La giovane principessa sabauda crebbe in famiglia con le sorelle Iolanda, Mafalda, Maria Francesca ed il fratello Umberto, trascorrendo molto tempo a Villa Savoia insieme alla madre, dalla quale ricevette un'educazione classica. Nel settembre del 1923, a 16 anni, si ammalò di tifo contemporaneamente alla sorella Mafalda, sicché i familiari temettero per la loro vita; poiché vennero assistite da due monache dell'ordine di Santa Chiara, la principessa fece voto di devozione a San Francesco d'Assisi in caso di guarigione.

### Matrimonio

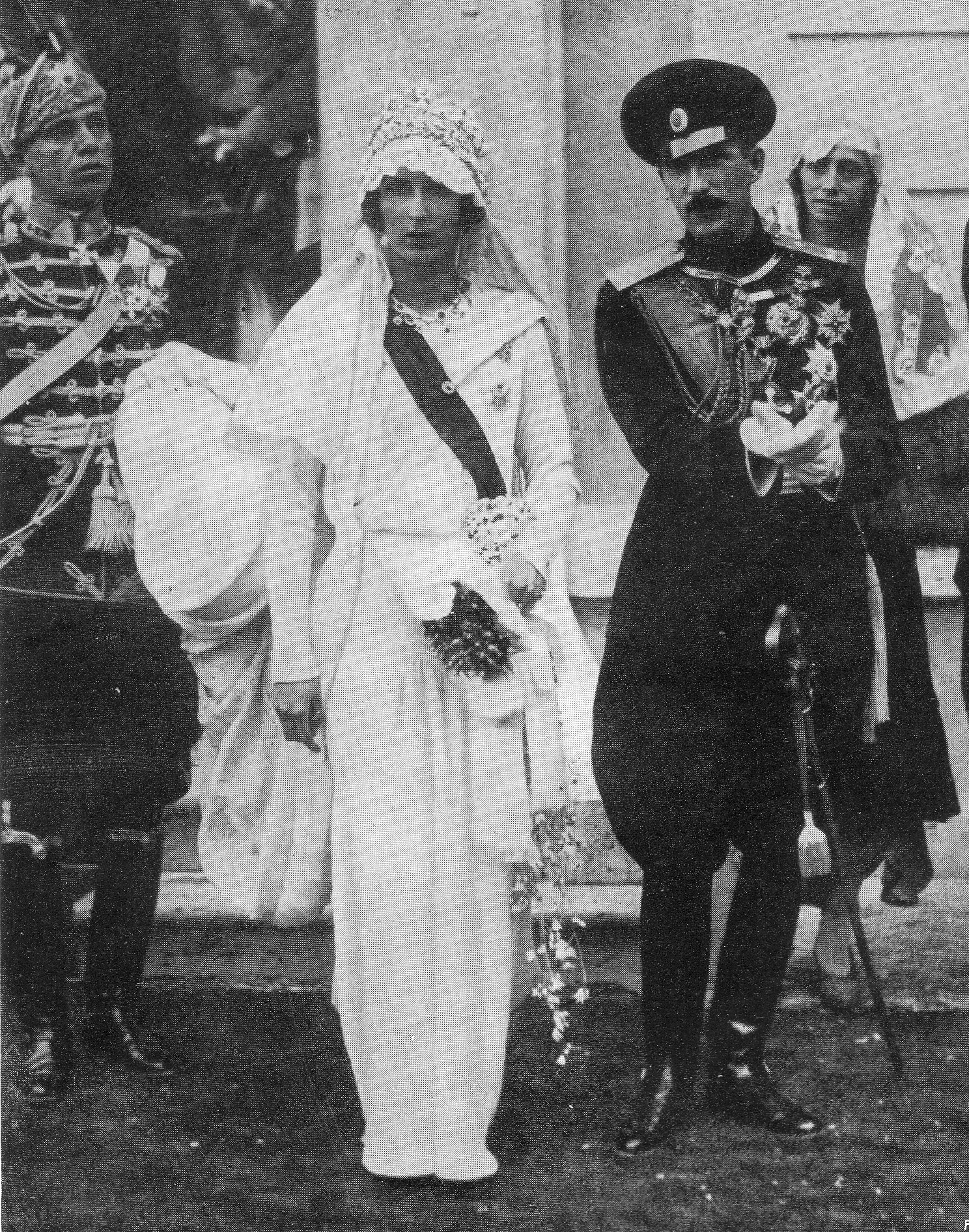
Il matrimonio tra Boris III di Bulgaria e Giovanna di Savoia ad Assisi

Nel 1927 incontrò per la prima volta lo zar Boris III di Bulgaria, che era asceso al trono bulgaro dopo l'abdicazione del padre nel 1918. I due giovani si innamorarono e si fidanzarono ufficialmente, programmando le nozze che vennero celebrate il 25 ottobre 1930 ad Assisi, con ufficio del podestà di Assisi Arnaldo Fortini, il quale venne incaricato da Vittorio Emanuele III di sposare la coppia dapprima con rito civile, alla presenza del primo ministro Benito Mussolini. La cerimonia religiosa si svolse quindi nella basilica francescana di Assisi, ove i due si sposarono con rito cattolico (la scelta del luogo fu dovuta al voto di devozione a san Francesco fatto anni prima da Giovanna). Il fastoso ricevimento si tenne nella vicina villa Fidelia, presso Spello. Essendo lo zar di religione ortodossa, venne celebrata una seconda cerimonia a Sofia, ove poi si tenne anche l'incoronazione ufficiale della nuova zarina.

### Zarina di Bulgaria

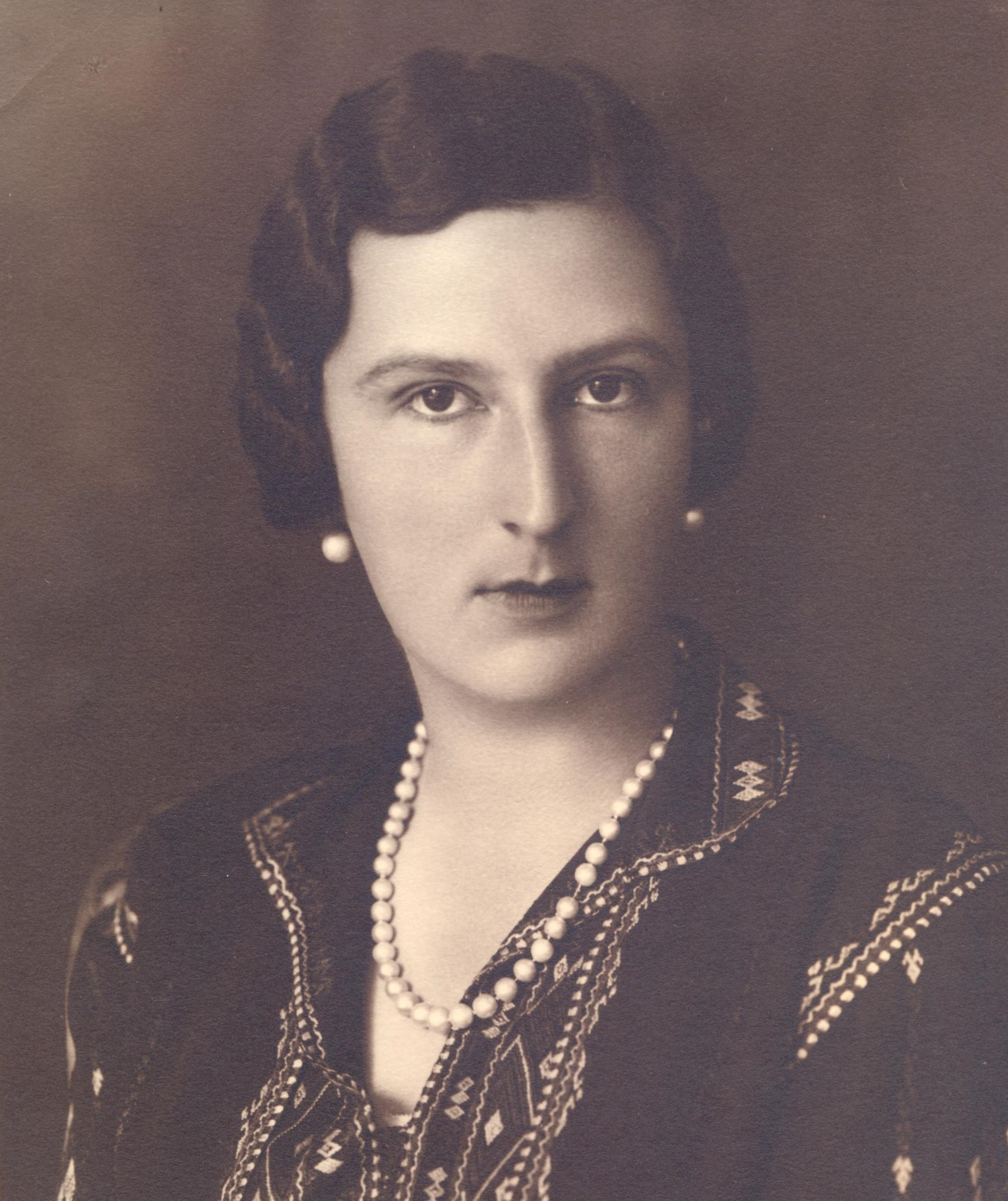
Ritratto fotografico della zarina Giovanna di Bulgaria nel 1937

Con questa unione Giovanna divenne Zarina di Bulgaria e per Vittorio Emanuele III questa fu un'ulteriore conquista per Casa Savoia, che si qualificava ancora una volta tra le principali casate d'Europa. Il matrimonio era inoltre strategico anche per il Montenegro, da cui proveniva la madre di Giovanna, che vedeva nell'alleanza tra Italia e Bulgaria una possibilità vantaggiosa per rinascere come piccolo stato indipendente nell'area agitata dei Balcani (il regno del Montenegro aveva cessato di esistere come stato indipendente dopo la prima guerra mondiale con la costituzione del Regno dei Serbi, Croati e Sloveni, poi Jugoslavia)
Oltre che per il carattere aperto e socievole, Giovanna venne subito apprezzata in Bulgaria per le origini slave e per una certa parentela coi sovrani bulgari: sua zia materna, la principessa Anna del Montenegro, era andata in sposa al principe Francesco Giuseppe di Battenberg, fratello di Alessandro di Battenberg, primo principe della Bulgaria unita col nome di Alessandro I.

### Crisi bulgara
Nel 1940 Boris III riuscì a strappare alla Romania la regione della Dobrugia; nel 1941, durante un viaggio in Germania, accettò di unirsi a Hitler nel secondo conflitto mondiale con l'Italia ed il Giappone, ma lo zar, temendo una sollevazione popolare, rifiutò di dichiarare guerra all'Unione Sovietica, inimicandosi il Führer.

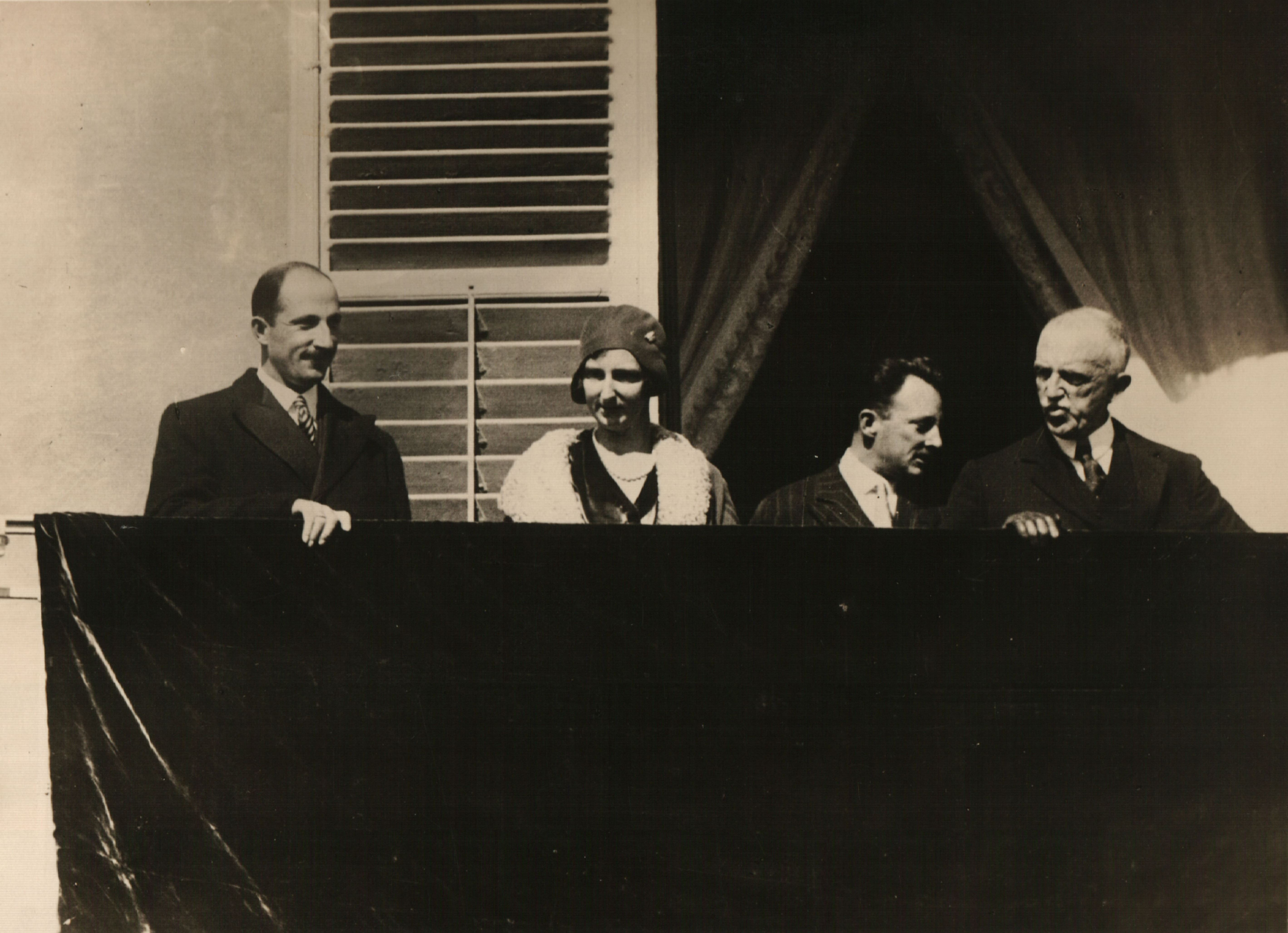
Giovanna col padre Vittorio Emanuele, il marito Boris e il cognato Kyril

La crescente repressione attuata dai tedeschi contro gli ebrei spinse lo zar e la zarina ad aiutare e proteggere molti di costoro, al fine di salvarli dalla persecuzione nazista, facendoli fuggire all'estero in luoghi sicuri. Questo atto sfrontato fece sì che Hitler richiedesse urgentemente un incontro con Boris III nel 1943, al termine del quale lo zar fece ritorno in patria per poi morire dopo appena tre giorni, probabilmente a causa di un avvelenamento.

### Esilio
Dopo la morte dello zar Boris III, venne proclamato re il piccolo Simeone II, sotto un Consiglio di reggenza costituito dallo zio Kyril, dal generale Michov e dal primo ministro Bogdan Filov.
Il 5 settembre 1944 l'Unione Sovietica dichiarò guerra alla Bulgaria; il governo, paralizzato, si proclamò neutrale e non oppose resistenza all'avanzata dell'Armata Rossa.
Si aggregarono partigiani e militari, passati con gli antifascisti, confluendo a Sofia ed arrestando i reggenti, i membri del governo ed i dirigenti fascisti. Venne proclamato un governo del Fronte Patriottico (dominato dai comunisti) e nominato primo ministro Kimon Georgiev.
La tomba del re Boris, presso il monastero di Rila, fu violata ed il corpo portato in un luogo segreto e mai più ritrovato, tranne il cuore, ora sepolto nella chiesa del monastero. Nel 1946 fu indetto un referendum, il cui risultato fu pilotato dai sovietici, e venne di fatto abolita la monarchia: Giovanna coi due figli fu costretta all'esilio. Andò dapprima in Egitto presso i genitori e poi, dopo un netto rifiuto da parte dell'Italia che non trovava "opportuno" ospitare la famiglia reale bulgara, essendo la regina una Savoia, nel 1950 il dittatore Francisco Franco offrì loro asilo politico in Spagna; infine, sposatisi i figli, Giovanna raggiunse in Portogallo il fratello Umberto II di Savoia a Cascais.

### Ultimi anni e morte

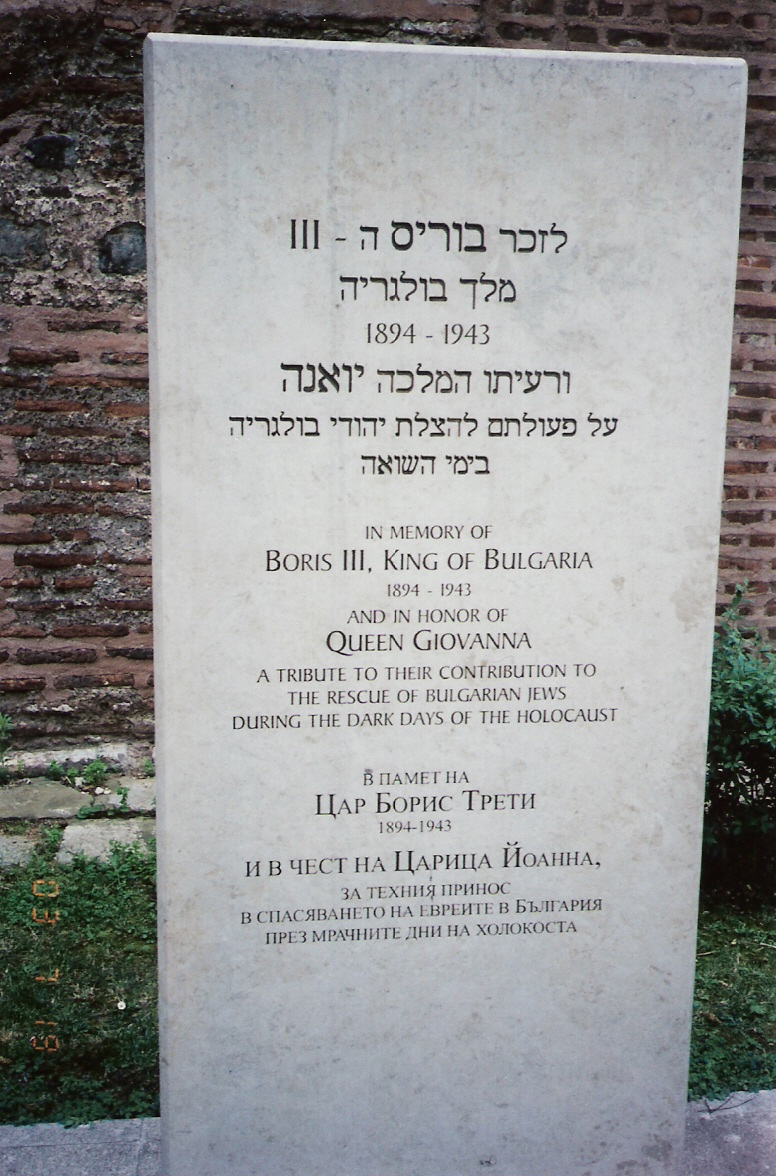
Monumento in ebraico a Sofia in onore di Boris III di Bulgaria e di Giovanna per il loro contributo ad aver salvato degli ebrei durante la seconda guerra mondiale

Ritornò per la prima volta in Bulgaria nel 1993, caduto il comunismo, venendo accolta con grande entusiasmo, per il cinquantenario della morte di suo marito Boris. Morì a Estoril il 26 febbraio 2000, ma volle essere sepolta in Italia, nel cimitero comunale di Assisi, nella cappella dei frati. Era infatti devotissima a san Francesco e terziaria francescana. Giovanna, durante il regno, fu popolare presso i bulgari. Lo storico francese René Ristelhueber definì la sua vita: "Tutto un esempio di semplicità e di dignità".

## Discendenza
Dal matrimonio tra Giovanna e Boris III di Bulgaria nacquero due figli:
- la principessa Maria Luisa di Bulgaria (Sofia, 13 gennaio 1933);
- l'erede al trono Simeone II di Bulgaria (Sofia, 16 giugno 1937).

## Ascendenza
|                                 |                                |                                 | Genitori                             |  |  | Nonni |  |  | Bisnonni                       |  |  | Trisnonni               |  |
|                                 |                                |                                 |                                      |  |  |       |  |  | Vittorio Emanuele II di Savoia |  |  | Carlo Alberto di Savoia |  |
|                                 |                                |                                 |                                      |  |  |       |  |  | Vittorio Emanuele II di Savoia |  |  | Carlo Alberto di Savoia |  |
|                                 |                                | Maria Teresa d'Asburgo-Toscana  |                                      |  |  |       |  |  | Vittorio Emanuele II di Savoia |  |  |                         |  |
| Umberto I di Savoia             |                                |                                 |                                      |  |  |       |  |  | Vittorio Emanuele II di Savoia |  |  |                         |  |
|                                 |                                | Maria Adelaide d'Asburgo-Lorena | Ranieri Giuseppe d'Asburgo-Lorena    |  |  |       |  |  |                                |  |  |                         |  |
|                                 |                                | Maria Adelaide d'Asburgo-Lorena | Ranieri Giuseppe d'Asburgo-Lorena    |  |  |       |  |  |                                |  |  |                         |  |
|                                 |                                | Maria Adelaide d'Asburgo-Lorena | Maria Elisabetta di Savoia-Carignano |  |  |       |  |  |                                |  |  |                         |  |
| Vittorio Emanuele III di Savoia |                                | Maria Adelaide d'Asburgo-Lorena |                                      |  |  |       |  |  |                                |  |  |                         |  |
|                                 |                                | Ferdinando di Savoia-Genova     | Carlo Alberto di Savoia              |  |  |       |  |  |                                |  |  |                         |  |
|                                 |                                | Ferdinando di Savoia-Genova     | Carlo Alberto di Savoia              |  |  |       |  |  |                                |  |  |                         |  |
|                                 |                                | Ferdinando di Savoia-Genova     | Maria Teresa d'Asburgo-Toscana       |  |  |       |  |  |                                |  |  |                         |  |
| Margherita di Savoia            |                                | Ferdinando di Savoia-Genova     |                                      |  |  |       |  |  |                                |  |  |                         |  |
|                                 |                                | Elisabetta di Sassonia          | Giovanni I di Sassonia               |  |  |       |  |  |                                |  |  |                         |  |
|                                 |                                | Elisabetta di Sassonia          | Giovanni I di Sassonia               |  |  |       |  |  |                                |  |  |                         |  |
|                                 |                                | Elisabetta di Sassonia          | Amalia Augusta di Baviera            |  |  |       |  |  |                                |  |  |                         |  |
| Giovanna di Savoia              |                                | Elisabetta di Sassonia          |                                      |  |  |       |  |  |                                |  |  |                         |  |
|                                 | Granduca Mirko Petrović-Njegoš | Stanko Petrović-Njegoš          |                                      |  |  |       |  |  |                                |  |  |                         |  |
|                                 | Granduca Mirko Petrović-Njegoš | Stanko Petrović-Njegoš          |                                      |  |  |       |  |  |                                |  |  |                         |  |
|                                 | Granduca Mirko Petrović-Njegoš | Kristina Vrbica                 |                                      |  |  |       |  |  |                                |  |  |                         |  |
| Nicola I del Montenegro         | Granduca Mirko Petrović-Njegoš |                                 |                                      |  |  |       |  |  |                                |  |  |                         |  |
|                                 |                                | Anastasija Martinović           | Drago Martinović                     |  |  |       |  |  |                                |  |  |                         |  |
|                                 |                                | Anastasija Martinović           | Drago Martinović                     |  |  |       |  |  |                                |  |  |                         |  |
|                                 |                                | Anastasija Martinović           | Stana Martinović                     |  |  |       |  |  |                                |  |  |                         |  |
| Elena del Montenegro            |                                | Anastasija Martinović           |                                      |  |  |       |  |  |                                |  |  |                         |  |
|                                 |                                | voivoda Petar Šćepanov Vukotić  | serdar Stevan Perkov Vukotić         |  |  |       |  |  |                                |  |  |                         |  |
|                                 |                                | voivoda Petar Šćepanov Vukotić  | serdar Stevan Perkov Vukotić         |  |  |       |  |  |                                |  |  |                         |  |
|                                 |                                | voivoda Petar Šćepanov Vukotić  | Stana Milić                          |  |  |       |  |  |                                |  |  |                         |  |
| Milena Vukotić                  |                                | voivoda Petar Šćepanov Vukotić  |                                      |  |  |       |  |  |                                |  |  |                         |  |
|                                 |                                | Jelena Vojvodić                 | Tadija Vojvodić                      |  |  |       |  |  |                                |  |  |                         |  |
|                                 |                                | Jelena Vojvodić                 | Tadija Vojvodić                      |  |  |       |  |  |                                |  |  |                         |  |
|                                 |                                | Jelena Vojvodić                 | Milica Pavičević                     |  |  |       |  |  |                                |  |  |                         |  |
|                                 |                                | Jelena Vojvodić                 |                                      |  |  |       |  |  |                                |  |  |                         |  |